# 865 Зубайда
865 Зубайда (865 Zubaida) — астероїд головного поясу, відкритий 15 лютого 1917 року.
Тіссеранів параметр щодо Юпітера — 3,454.